# روا (لهستان)
روا (به لهستانی:  Rewa) یک روستا در لهستان است که در گمینا کوساکووو واقع شده‌است. روا ۹۰۵ نفر جمعیت دارد.